# Hockey op de Pan-Amerikaanse Spelen 1999
Aan de negende editie van het hockeytoernooi (mannen) van de Pan-Amerikaanse Spelen in Winnipeg, Canada deden de nummers één tot en met vijf van de vorige Pan-Amerikaanse Spelen in Mar del Plata, te weten: titelverdediger Argentinië, Canada, Cuba, Trinidad & Tobago en de Verenigde Staten. Het deelnemersveld werd aangevuld met de vicekampioenen van respectievelijk Zuid- en Midden-Amerika: Chili en Mexico. Het vrouwentoernooi kende exact dezelfde bezetting.

## Mannen

### Uitslagen voorronde
Zaterdag 24 juli
- Verenigde Staten-Chili 1-1
- Canada-Trinidad 7-0

Zondag 25 juli
- Cuba-Argentinië 1-4
- Mexico-Canada 0-5

Maandag 26 juli
- Trinidad & Tobago-Verenigde Staten  1-1
- Cuba-Chili 1-1
- Mexico-Argentinië 1-6

Dinsdag 27 juli
- Canada-Verenigde Staten 2-0
- Trinidad & Tobago-Chili 2-4

Woensdag 28 juli
- Cuba-Mexico 3-0
- Argentinië-Canada 3-3

Donderdag 29 juli
- Mexico-Chili 2-3

Vrijdag 30 juli
- Cuba-Trinidad & Tobago 3-2
- Argentinië-Verenigde Staten 4-1

Zaterdag 31 juli
- Cuba-Canada 0-6
- Argentinië-Trinidad & Tobago 7-1

Zondag 1 augustus
- Mexico-Verenigde Staten 0-6
- Canada-Chili 5-2

Maandag 2 augustus
- Mexico-Trinidad & Tobago 3-7
- Cuba-Verenigde Staten 4-2
- Argentinië-Chili 5-0

### Eindstand voorronde
| Rang | Land               | Matchen | Gw | Gl | Vl | Doelpunten | Punten |
| ---- | ------------------ | ------- | -- | -- | -- | ---------- | ------ |
| 1.   | Canada             | 6       | 5  | 1  | 0  | 28-5       | 16     |
| 2.   | Argentinië         | 6       | 5  | 1  | 0  | 29-7       | 16     |
| 3.   | Cuba               | 6       | 3  | 1  | 2  | 12-15      | 10     |
| 4.   | Chili              | 6       | 2  | 2  | 2  | 11-16      | 8      |
| 5.   | Verenigde Staten   | 6       | 1  | 2  | 3  | 11-12      | 5      |
| 6.   | Trinidad en Tobago | 6       | 1  | 1  | 4  | 13-25      | 4      |
| 7.   | Mexico             | 6       | 0  | 0  | 6  | 6-30       | 0      |

### Uitslagen play-offs
Woensdag 4 augustus

#### Plaats 3
- Cuba-Chili 6-0

#### Fianle
- Canada-Argentinië 1-0

### Eindrangschikking
| Goud   | Canada             | Geplaatst voor Olympische Spelen in Sydney 2000. |
| Zilver | Argentinië         |                                                  |
| Brons  | Cuba               |                                                  |
| 4.     | Chili              |                                                  |
| 5.     | Verenigde Staten   |                                                  |
| 6.     | Trinidad en Tobago |                                                  |
| 7.     | Mexico             |                                                  |

### Topscorers
| 1. | Peter Milkovich  | Canada             | 9 |
| 2. | Santiago Capurro | Argentinië         | 7 |
|    | Luis Lapera      | Cuba               | 7 |
|    | Jorge Lombi      | Argentinië         | 7 |
| 5. | Brian Garcia     | Trinidad en Tobago | 5 |
|    | Scott Mosher     | Canada             | 5 |
| 7. | Juan Benavides   | Cuba               | 4 |

## Vrouwen

### Uitslagen voorronde
Zaterdag 24 juli
- Cuba-Trinidad & Tobago 1-2
- Canada-Argentinië 1-3

Zondag 25 juli
- Chili-Cuba 0-7
- Mexico-Canada 0-5
- Trinidad & Tobago-Verenigde Staten 0-2

Maandag 26 juli
- Chili-Argentinië 0-4

Dinsdag 27 juli
- Mexico-Cuba 0-3
- Canada-Verenigde Staten 0-1
- Trinidad & Tobago-Argentinië 0-4

Woensdag 28 juli
- Chili-Mexico 0-0
- Cuba-Canada 1-5

Donderdag 29 juli
- Verenigde Staten-Argentinië 1-2

Vrijdag 30 juli
- Chili-Trinidad & Tobago 2-2
- Cuba-Verenigde Staten 0-4
- Mexico-Argentinië 0-5

Zaterdag 31 juli
- Chili-Canada 0-4

Zondag 1 augustus
- Mexico-Verenigde Staten 0-3
- Canada-Trinidad & Tobago 5-0
- Cuba-Argentinië 0-5

Maandag 2 augustus
- Mexico-Trinidad & Tobago 0-1
- Chili-Verenigde Staten 0-2

### Eindstand voorronde
| Rang | Land               | Matchen | Gw | Gl | Vl | Doelpunten | Punten |
| ---- | ------------------ | ------- | -- | -- | -- | ---------- | ------ |
| 1.   | Argentinië         | 6       | 6  | 0  | 0  | 23-2       | 18     |
| 2.   | Verenigde Staten   | 6       | 5  | 0  | 1  | 13-2       | 15     |
| 3.   | Canada             | 6       | 4  | 0  | 2  | 20-5       | 12     |
| 4.   | Trinidad en Tobago | 6       | 2  | 1  | 3  | 5-14       | 7      |
| 5.   | Cuba               | 6       | 2  | 0  | 4  | 12-16      | 6      |
| 6.   | Chili              | 6       | 0  | 2  | 4  | 2-19       | 2      |
| 7.   | Mexico             | 6       | 0  | 1  | 5  | 0-17       | 1      |

### Uitslagen play-offs
Woensdag 4 augustus

#### Plaats 3
- Canada-Trinidad & Tobago 2-0

#### Finale
- Verenigde Staten-Argentinië 2-5

### Eindrangschikking
| Goud   | Argentinië         | Geplaatst voor Olympische Spelen in Sydney 2000. |
| Zilver | Verenigde Staten   |                                                  |
| Brons  | Canada             |                                                  |
| 4.     | Trinidad en Tobago |                                                  |
| 5.     | Cuba               |                                                  |
| 6.     | Chili              |                                                  |
| 7.     | Mexico             |                                                  |

### Topscorers
| 1. | Vanina Oñeto    | Argentinië | 8 |
| 2. | Torres Drake    | Cuba       | 5 |
|    | Alejandra Gulla | Argentinië | 5 |
| 4. | Karen MacNeill  | Canada     | 4 |
|    | Karina Massota  | Argentinië | 4 |
| 6. | Amy MacFarlane  | Canada     | 3 |
|    | Angulo Roque    | Cuba       | 3 |